# Jurij Wakułko
Jurij Mykołajowycz Wakułko, ukr. Юрій Миколайович Вакулко (ur. 10 listopada 1997 w Odessie) – ukraiński piłkarz, grający na pozycji pomocnika.

## Kariera piłkarska

### Kariera klubowa
Wychowanek Szkoły Sportowej nr 11 w Odessie oraz Akademii Piłkarskiej Dnipro Dniepropietrowsk, barwy których bronił w juniorskich mistrzostwach Ukrainy (DJuFL). Karierę piłkarską rozpoczął 9 sierpnia 2014 w drużynie młodzieżowej Dnipra, a 24 lipca 2016 debiutował w Premier-lidze. 24 stycznia 2018 przeszedł do FK Partizan. 25 lipca 2018 został wypożyczony do Arsenału Kijów. 8 lipca 2019 przeszedł do SK Dnipro-1.

### Kariera reprezentacyjna
Występował w juniorskich reprezentacjach Ukrainy U-17 i U-19. Potem bronił barw młodzieżówki.